# Gokak
Gokak è una città dell'India di 67.166 abitanti, situata nel distretto di Belgaum, nello stato federato del Karnataka. In base al numero di abitanti la città rientra nella classe II (da 50.000 a 99.999 persone).

## Geografia fisica
La città è situata a 16° 10' 0 N e 74° 49' 60 E e ha un'altitudine di 553 m s.l.m..

## Società

### Evoluzione demografica
Al censimento del 2001 la popolazione di Gokak assommava a 67.166 persone, delle quali 34.236 maschi e 32.930 femmine. I bambini di età inferiore o uguale ai sei anni assommavano a 8.741, dei quali 4.610 maschi e 4.131 femmine. Infine, coloro che erano in grado di saper almeno leggere e scrivere erano 44.977, dei quali 25.338 maschi e 19.639 femmine.